# Nagari Aie Luo
Nagari Aie Luo is een bestuurslaag in het regentschap Solok van de provincie West-Sumatra, Indonesië. Nagari Aie Luo telt 965 inwoners (volkstelling 2010).